# Allumette (chanson)
 (avril 2017).
Si vous disposez d'ouvrages ou d'articles de référence ou si vous connaissez des sites web de qualité traitant du thème abordé ici, merci de compléter l'article en donnant les références utiles à sa vérifiabilité et en les liant à la section « Notes et références ».
Pour les articles homonymes, voir Allumette (homonymie).
Singles de Alain Meilland
1984 : Allumette (l'album) 1986 : Les Cent Printemps des poètes
Allumette est une chanson écrite par Alain Meilland, Michel Grange et Robert Angé pour la comédie musicale Allumette, une "Version Rock de La Petite Fille aux allumettes d'Andersen. Ce spectacle créé du 3 au 11 mars 1983 au Théâtre de l'Ouest Lyonnais et repris du 5 au 7 avril 1983 a fait l'objet de l'édition d'un album 33t Allumette puis d'un single.

## Chant
- Robert Angé
- Michèle Bauerle
- Aline Chertier
- Michel Grange
- Christian Mazzuchini
- Alain Meilland

## Arrangements
- Café Désert

## Musiciens
- Le groupe Café Désert composé de :
  - Robert Angé (guitare-chant)
  - Pierre Bernon (piano-guitare-chant)
  - Patrick Bidolet (batterie)
  - Pierre Saupin (basse-chant)

## Fiche technique
- Enregistré en octobre 1983
- Au studio 16/18 du Centre Régional de la Chanson de Bourges
- Prise de son : Philippe Tourancheau
- Mixage : Robert Angé et Philippe Tourancheau
- Réalisation et direction artistique : Robert Angé
- Édité par : C.R.C.
- Production et distribution : 
  - Centre Régional de la Chanson de Bourges

22, rue Henri Sellier 18000-Bourges.
- Référence : disque 45 T . stéréo N° CRC 86005.

## Face 1
1. Allumette Story (Michel Grange - Robert Angé) 2 min 35 s - interprétation : Aline Chertier
2. Médica quoi ? (Alain Meilland - Robert Angé) 3 min 41 s - interprétation : Alain Meilland

## Face 2
1. Banana Kid- Chanson du racket (Michel Grange - Alain Meilland - Robert Angé) 2 min 29 s - interprétation : Christian Mazzuchini
2. Nos petites vies à nous (Alain Meilland - Robert Angé) 4 min 14 s - interprétation : Aline Chertier-Christian Mazzuchini